# Agroeca dentigera
Agroeca dentigera – gatunek pająka z rodziny obniżowatych.
Gatunek ten opisany został w 1913 roku przez Władysława Kulczyńskiego.
Samce osiągają od 4,3 do 5,8 mm, a samice od 5,45 do 6,8 mm długości ciała. Karapaks zmierzony u czterech samców miał od 2,02 do 2,26 mm długości oraz od 1,63 do 1,8 mm szerokości, zaś u czterech samic od 2,18 do 2,6 mm długości i od 1,74 do 1,87 mm szerokości. Ubarwienie karapaksu jest żółtawobrązowe z czterema ząbkowanymi pasami po bokach, ciemnobrązowymi brzegami i rudobrązowymi jamkami. Obie pary przednich oczu leżą w jednej linii, natomiast tylno-boczna para leży bardziej z przodu niż tylno-środkowa. Szczękoczułki są rudobrązowe z trzema ząbkami na przedniej i dwoma na tylnej krawędzi. Rudobrązowe są także warga dolna, sternum i odnóża. Wierzch opistosomy (odwłoka) samca jest jasnoszary do jasnobrązowego ze słabo zaznaczonymi szewronami, zaś samicy rudobrązowy ze słabo widocznymi ciemniejszymi kropkami po bokach. Spód opistosomy jest żółtawobrązowy, nieco szarawy. Uda mają po 3 kolce na stronach grzbietowych.
Nogogłaszczki samca mają apofizę retrolateralną krótką, szeroką, tępą i o tęgiej gałęzi poprzecznej, apofizę medialną w kształcie kilofa, a apofizę tegularną w części odsiebnej rozwidloną na dwa cienkie odgałęzienia, z których zewnętrzne jest silnie zakrzywione. Embolus ukryty jest za konduktorem. Płytka płciowa samicy jest nieco sercowata, z dwiema katurkowatymi strukturami, otworami kopulacyjnymi położonymi bocznie i o przedsionku podzielonym przegrodą środkową. Przewody kopulacyjne są szerokie. Położone w bruździe epigastrycznej zbiorniki nasienne mają po jednym gruczole.
Pająk znany z Wielkiej Brytanii, Belgii, Holandii, Niemiec, Szwecji, Finlandii, Polski, Litwy, Białorusi, Ukrainy, Rumunii, Rosji, Włoch i Turcji. Bardzo rzadko spotykany. Zamieszkuje wrzosowiska koło torfowisk, nadmorskie trzcinowiska i kępy turzycy sztywnej. Aktywny jest przez cały rok, ale najbardziej wczesnym latem i jesienią.